# Reichstag zu Worms (1098)
Der Reichstag zu Worms 1098 war eine Reichsversammlung in Worms unter Kaiser Heinrich IV., deren Verhandlungen zum Ausgleich zwischen dem Kaiser, den Welfen und den Zähringern dienten.

## Vorgeschichte
Mitte der 1090er Jahre befand sich Kaiser Heinrich IV. in Oberitalien und war einerseits durch militärische Misserfolge gegen die örtliche Opposition in seiner Bewegungsfreiheit drastisch beschränkt – er beherrschte faktisch nur noch das Umland von Verona. Andererseits konnte er auch nicht nach Deutschland zurückkehren oder von dort militärische Verstärkung erhalten, da ein oppositionelles Bündnis der mächtigsten süddeutschen Adeligen die Alpenpässe sperrte. Die Spitze dieses Bündnisses bestand aus Herzog Welf IV. von Baiern, dem schwäbischen Herzog Berthold von Zähringen und dessen Bruder, Bischof Gebhard III. von Konstanz.
Als diese Koalition aufgrund innerer Konflikte ihre Geschlossenheit verlor, mussten die Machtverhältnisse neu geordnet werden, was in mehreren Verhandlungsrunden 1097 / 1098 gelang. Dazu zählte auch die Reichsversammlung 1098 in Worms.

## Reichsversammlung
Der Zeitraum, in dem die Reichsversammlung stattfand, wird verbreitet mit „zu Beginn des Jahres 1098“ angegeben – eine genauere Datierung scheint nicht möglich. Auch ist nicht gesichert, welche Absprachen genau innerhalb des Verhandlungsprozesses nun in Worms getroffen wurden. Zum einen wurden dort die Söhne Welfs IV., Welf V. und Heinrich (IX.), die aus der neuen Koalition auszuscheren versucht hatten – sie hatten den kaisertreuen Bischof Anzo von Brixen überfallen –, wieder auf das neue Bündnis verpflichtet. Zum anderen erteilte der Kaiser die Zusage, dass einer der Söhne Welfs IV. ihm im Amt des Herzogs von Baiern nachfolgen solle.
Diese Unsicherheiten über das Geschehen in Worms beruhen vor allem darauf, dass der überwiegende Teil der Informationen dazu nicht zeitgenössisch, sondern erst durch den etwa 50 Jahre später berichtenden Otto von Freising überliefert wurde.

## Teilnehmer
Als Teilnehmer werden neben dem Kaiser angenommen:
- Welf IV. von Baiern und dessen Söhne
- Welf V.
- Heinrich (IX.)
- Bischof Rupert von Bamberg[Anm. 2]
- „zahlreiche sächsische Teilnehmer“

## Ergebnis
Das Ergebnis der Verhandlungen insgesamt, von denen die Reichsversammlung in Worms 1098 einen Teil bildete, war, dass die Welfen das baierische Herzogtum einschließlich der Erbfolge zugesichert bekamen. Der Schwiegersohn des Kaisers, Friedrich – während des ursprünglichen Konflikts als Gegenherzog in Schwaben eingesetzt –, durfte das schwäbische Herzogtum behalten, während für Berthold von Zähringen ein neues „Titularherzogtum“ geschaffen wurde, das aus der Burg Zähringen mit Umland und dem Reichslehen Zürich bestand. Bischof Gebhard III. hatte das Nachsehen: Er wurde aus dem Spiel der Mächte herausgedrängt, konnte sich in seinem Bistum nicht mehr halten und floh in das Kloster St. Blasien.